# ناوشکن کلاس سووردفیش
دیسترویر کلاس سووردفیش (به انگلیسی: Swordfish-class destroyer) یک کلاس از کشتی است.